# Sixtijnse Madonna
De Sixtijnse Madonna is een olieverfschilderij van de Italiaanse kunstschilder Rafaël, voltooid in 1513 of 1514. Het toont een klassieke in het rood en blauw geklede Madonna met het Christuskind, geflankeerd door heilige Sixtus en de heilige Barbara. Het werk bevindt zich sinds 1754 in de Gemäldegalerie Alte Meister in Dresden. Het geldt als een van de beroemdste schilderijen van de Italiaanse Renaissance, mede door de iconische afbeelding van de twee engeltjes aan de onderkant.

## Afbeelding
De Sixtijnse Madonna is van oorsprong een altaarstuk. Het toont een klassieke in het rood en blauw geklede Madonna met het Christuskind, geflankeerd door de heilige Sixtus en de heilige Barbara. De drie figuren zijn gerangschikt in een driehoek; de teruggeslagen gordijnen in de bovenste hoeken, hangend aan een nog net zichtbare doorgebogen rail, benadrukken het geometrische geheel. Door toevoeging van een gordijn wordt een theofanie gesuggereerd: een goddelijke verschijning en ervaring. Ook wordt het werk wel gezien als een Sacra Conversazione, een "heilig gesprek" tussen Maria en heiligen, de enigen die daartoe gerechtigd waren.
Maria wordt op een aantrekkelijke en voor die tijd opvallend natuurlijk wijze weergegeven. De levensechtheid wordt versterkt door haar schrijdende tred. Op aanwijzing van Sixtus kijkt ze vanuit het schilderij de kerk in, waar het oorspronkelijk was gepositioneerd tegenover een groot kruis in het oksaal. Sommigen menen ook dat de blik gericht is op het altaar en duiden dit in het kader van de eucharistie. Het Christuskind, dat zich teder tegen haar aanvlijt, kijkt met vroegwijze mannenogen in dezelfde richting.
De afbeelding van de twee heiligen lijkt vooruit te lopen op authentieke voorschriften uit de Katholieke contrareformatie, die eisten dat er altijd heiligen tussen de maagd en gelovigen dienden te worden geplaatst. Hun gebaren zijn bedaarder dan in eerder werk van Rafaël. In de gelaatstrekken van Barbara kan Francesca Luti worden herkend, ook wel La Fornaria genaamd, afkomstig uit Siena en de geliefde van de kunstenaar. Sixtus is gemodelleerd naar Paus Julius II, de vermoedelijke opdrachtgever. Aan zijn voeten, linksonder, staat de tiara.

## Engeltjes

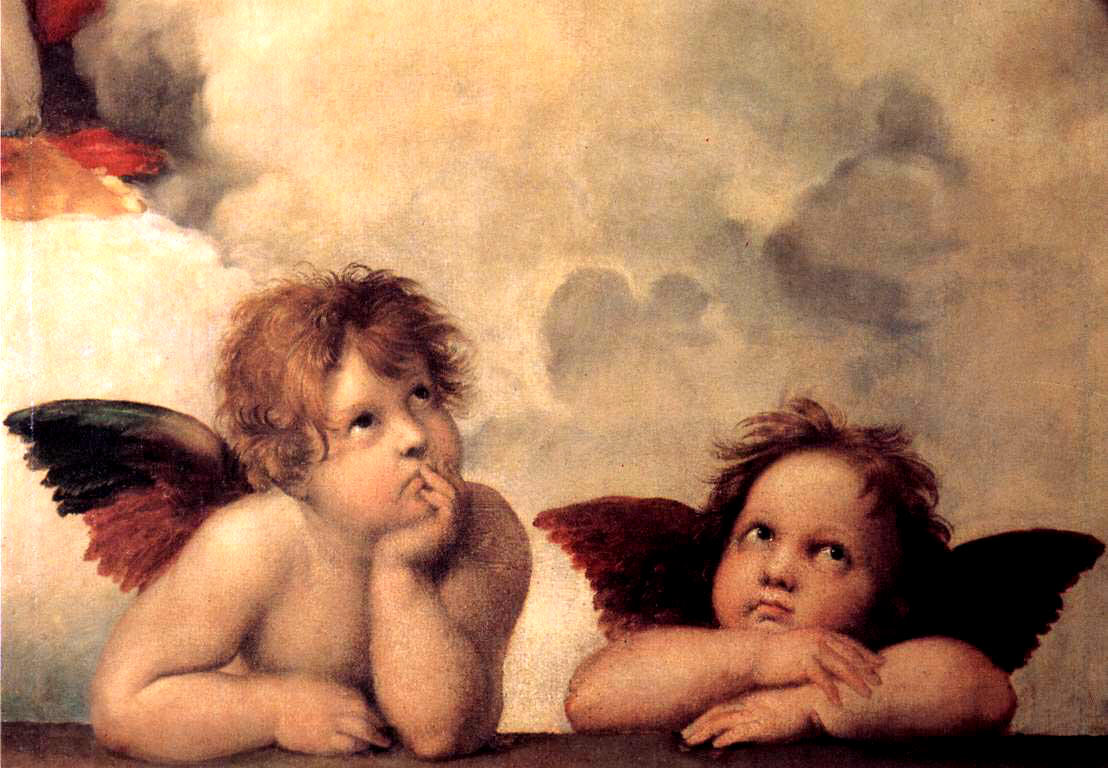
Rafaels engelen

Een bijzondere positie in het schilderij wordt ingenomen door de twee mollige engeltjes of putti, symbolen van onschuld, die onderaan het schilderij lijken te leunen op het altaar. Ze lijken meer naar Barbara dan naar Maria te kijken, die op haar beurt weer terugkijkt, naar beneden. Compositorisch sluiten de twee figuurtjes het beeld van beneden af, waarmee een gesloten geheel wordt gecreëerd. De beide engeltjes zijn in de loop der tijd (al teruggaand tot het begin van de negentiende eeuw, toen de Duitse kunstschilder August von der Embde ze op relatief grote schaal ging kopiëren) een iconische functie gaan vervullen in de Westerse cultuur. Tegenwoordig prijken ze op posters, ansichtkaarten, koffiemokken, T-shirts en wat dies meer zij.
Op de achtergrond, met name aan de linkerkant achter het gordijn, zijn bij goed kijken nog een groot aantal meer beeltenissen van engelengezichten te zien, kunstig verwerkt, bij eerste aanblik op wolkjes lijkend.

## Historie
Rafaël maakte het schilderij rond 1513 voor het hoogaltaar van de grote San Sisto kerk in Piacenza, in opdracht van paus Julius II. In de kerk werden de relikwieën bewaard van de heilige Barbara en de heilige Sixtus, aan wie de paus bijzonder toegewijd was. Julius had de San Sisto kerk ook gebruikt tot aan het einde van zijn kardinaalschap, zeker tot na 1500. In 1512 steunde Piacenza de pauselijke legers in een oorlog tegen Lodewijk XII, in een poging de Fransen uit Italië te verjagen en het pauselijk rijk te vergroten. De schenking van Rafaëls schilderij kan aldus gezien worden als dankbetoon.
De Sixtijnse Madonna bleef op zijn oorspronkelijke plek in de kerk van Piacenza tot 1754, toen het werk werd verkocht aan de fervente kunstverzamelaar Augustus III van Polen, waarna het verhuisde naar Dresden. In de San Sisto werd het werk vervangen door een kopie van Giuseppe Nogari.
Aan het einde van de Tweede Wereldoorlog werd het schilderij, met andere topwerken uit Duitse musea, bewaard in een treintunnel in Saksisch Zwitserland. In 1945 werd het door de Russen als oorlogsbuit overgebracht naar Moskou. In 1955 werd het door de Sovjet-Unie terug geschonken aan Oost-Duitsland en sindsdien hangt het opnieuw in Dresden, als topstuk uit de collectie in de Gemäldegalerie Alte Meister.

## Waardering
De Sixtijnse Madonna is al vanaf de zestiende eeuw geprezen als een van de meesterwerken uit de renaissance. Giorgio Vasari beschreef het reeds rond 1550 als een "waarlijk zeldzaam en buitengewoon werk". Al vanaf kort na haar voltooiing werd het veelvuldig gekopieerd.
De Russische schrijver Fjodor Dostojevski, die in 1867 voor schuldeisers naar Dresden vluchtte, prees het schilderij als "de hoogste openbaring van de menselijke geest". Toen hem eens gevraagd werd waarom hij zo vaak naar het werk ging kijken antwoordde hij: "opdat de mens niet gaat twijfelen".
Friedrich Nietzsche duidde het werk als "eerlijk" en zag vooral dat de kunstenaar een visioen tekende van zijn toekomstige vrouw, zwijgzaam, intelligent, zuiver van binnen en bovenal uitzonderlijk mooi. Het Jezuskind is dan te beschouwen als diens eerstgeborene. In Nietzsches ogen ontsteeg Rafaël in het schilderij de vroomheid van zijn opdrachtgever. In die laatste opvatting ligt de bijzondere kracht besloten die het schilderij ook vandaag de dag nog altijd in zich draagt.